# PCHL 1944/45
Die Saison 1944/45 war die neunte reguläre Saison der Pacific Coast Hockey League (PCHL). Meister wurden die Seattle Ironmen.

## Reguläre Saison

### Abschlusstabellen
Abkürzungen: GP = Spiele, W = Siege, L = Niederlagen, T = Unentschieden, GF = Erzielte Tore, GA = Gegentore, Pts = Punkte

#### Central Division
|                         | GP | W  | L  | T | GF  | GA  | Pts |
| ----------------------- | -- | -- | -- | - | --- | --- | --- |
| Oakland Oaks            | 19 | 12 | 7  | 0 | 112 | 100 | 24  |
| San Francisco Shamrocks | 20 | 7  | 12 | 1 | 102 | 142 | 15  |

#### North Division
|                     | GP | W  | L  | T | GF  | GA  | Pts |
| ------------------- | -- | -- | -- | - | --- | --- | --- |
| Seattle Ironmen     | 27 | 20 | 6  | 1 | 161 | 84  | 43  |
| Portland Eagles     | 27 | 19 | 7  | 1 | 150 | 104 | 39  |
| Seattle Stars       | 27 | 12 | 14 | 1 | 140 | 148 | 25  |
| Vancouver Vanguards | 25 | 8  | 16 | 1 | 107 | 169 | 17  |

#### South Division
|                      | GP | W  | L  | T | GF  | GA  | Pts |
| -------------------- | -- | -- | -- | - | --- | --- | --- |
| San Diego Skyhawks   | 18 | 11 | 7  | 0 | 106 | 80  | 22  |
| Los Angeles Monarchs | 18 | 11 | 7  | 0 | 94  | 84  | 22  |
| Hollywood Wolves     | 18 | 9  | 8  | 1 | 86  | 103 | 19  |
| Pasadena Panthers    | 18 | 4  | 13 | 1 | 95  | 111 | 9   |